# ポルトゥラ
ポルトゥラ（伊: Portula）は、イタリア共和国ピエモンテ州ビエッラ県にある、人口約1,200人の基礎自治体（コムーネ）。

## 地理

### 位置・広がり
| 隣接するコムーネは以下の通り。 - カプリーレ - コッジョラ - プライ - ヴァルデォラーナ (トリヴェーロ) |

## 行政

### 分離集落
ポルトゥラには、以下の分離集落（フラツィオーネ）がある。
Allera, Boera, Camusso, Castagnea, Chiesa, Chignolo, Chiosasco, Fagnola, Galfione, Gila, Granero, Gruppaiolo, Masseranga, Regione la Piana, Roppolo, Rossato, Scaglia, Scoldo, Solivo